# Xã Cairo, Quận Randolph, Missouri
Xã Cairo (tiếng Anh: Cairo Township) là một xã thuộc quận Randolph, tiểu bang Missouri, Hoa Kỳ. Năm 2010, dân số của xã này là 1.257 người.